# Кубок світу з біатлону 2015—2016, естафета, чоловіки
Змагання заліку чоловічих естафет в програмі Кубку світу з біатлону 2015-20156 розпочалися 13 грудня 2015 року на другому етапі в австрійському Гохфільцені й завершилися 12 березня 2015 року на Чемпіонат світу з біатлону 2016 у норвезькому Осло. За підсумками сезону 2013-2014 свій титул найкращої естафетної команди відстоюватиме збірна Росії.

## Формат
В естафеті від кожної команди змагаються чотири біатлоністи, кожен з яких пробігає три кола загальною довжиною 7,5 км, виконуючи дві стрільби з положення лежачи й стоячи. На кожній стрільбі біатлоніст повинен влучити в п'ять мішеней. Для цього він має 8 патронів, але спочатку в магазині тільки п'ять, додаткові патрони спортсмен повинен заряджати по одному. За кожну нерозбиту мішень біатлоніст повинен пробігти штрафне коло завдовжки 150 м. Гонка проводиться із загальним стартом. Першу стрільбу першого етапу біатлоністи повинні виконувати на установках, визначених їхнім стартовим номером. Надалі біатлоністи виконують стрільбу з установки, яка відповідає поточному місцю в гонці.

## Призери сезону 2014–15
| Медаль  | Країна    | Очки |
| ------- | --------- | ---- |
| Золото: | Росія     | 311  |
| Срібло: | Норвегія  | 308  |
| Бронза: | Німеччина | 305  |

## Переможці та призери
| Етап:        | Золото:                                                                          | Час                                                       | Срібло:                                                                       | Час                                                       | Бронза:                                                                                   | Час                                                       |
| Гохфільцен   | Росія Олексій Волков Євген Гаранічев Дмитро Малишко Антон Шипулін                | 1:11:40.8 (0+0) (0+1) (0+0) (0+0) (0+2) (0+1) (0+0) (0+2) | Норвегія Генрік л'Абе-Лунд Йоганнес Тінгнес Бо Тар'єй Бо Еміль Хегле Свендсен | 1:11:43.9 (0+0) (0+2) (0+0) (0+1) (0+0) (0+2)             | Франція Сімон Фуркад Кентен Фійон Майє Сімон Детьє Мартен Фуркад                          | 1:12:42.7 (0+1) (0+0) (0+0) (0+3) (0+0) (0+1) (0+1) (0+0) |
| Рупольдинг   | Норвегія Уле-Ейнар Б'єрндален Йоганнес Тінгнес Бо Тар'єй Бо Еміль Хегле Свендсен | 1:17:05.0 (0+3) (0+2) (0+0) (0+0) (0+3) (0+1) (0+1) (0+2) | Росія Олексій Волков Євген Гаранічев Максим Цвєтков Антон Шипулін             | 1:17:19.6 (0+0) (0+1) (0+0) (0+2) (0+1) (0+2) (0+0) (0+0) | Австрія Свен Гроссеггер Юліан Ебергард Сімон Едер Домінік Ландертінгер                    | 1:17:40.8 (0+0) (0+2) (1+3) (0+0) (0+0) (0+0) (0+0) (0+2) |
| Антерсельва  | Росія Максим Цвєтков Євген Гаранічев Дмитро Малишко Антон Шипулін                | 1:12:42.8 (0+1) (0+1) (0+0) (0+1) (0+3) (0+0) (0+1) (0+0) | Німеччина Ерік Лессер Бенедикт Долль Арнд Пайффер Сімон Шемпп                 | 1:12:43.8 (0+0) (0+0) (0+0) (1+3) (0+1) (0+0) (0+0) (0+0) | Норвегія Уле-Ейнар Б'єрндален Ларс Хелге Біркеланд Йоганнес Тінгнес Бо Ерленд Б'єнтегаард | 1:13:05.7 (0+2) (0+1) (0+0) (0+0) (0+2) (0+2)             |
| Преск-Айл    | Норвегія Ларс Хелге Біркеланд Ерленд Б'єнтегаард Йоганнес Тінгнес Бо Тар'єй Бо   | 1:12:09.8 (0+3) (0+0) (0+0) (0+0) (0+2) (0+1) (0+0) (0+1) | Франція Сімон Фуркад Кентен Фійон Майє Сімон Детьє Жан-Гійом Беатрікс         | 1:12:39.9 (0+0) (0+1) (0+1) (0+0) (0+0) (0+0)             | Німеччина Ерік Лессер Андреас Бірнбахер Даніель Бем Бенедикт Долль                        | 1:12:52.4 (0+0) (0+0) (0+3) (0+2) (0+3) (0+1) (0+1) (0+1) |
| Голменколлен | Норвегія Уле-Ейнар Б'єрндален Тар'єй Бо Йоганнес Бо Еміль Хегле Свендсен         | 1:13:16.8 (0+0) (0+2) (0+1) (0+1) (0+0) (0+0) (0+0) (0+2) | Німеччина Ерік Лессер Бенедикт Долль Арнд Пайффер Сімон Шемпп                 | +11.5 (0+0) (0+0) (0+1) (0+1) (0+0) (0+1)                 | Канада Крістіан Гоу Натан Сміт Скотт Гоу Брендан Грін                                     | +23.4 (0+0) (0+0) (0+1) (0+1) (0+0) (0+3) (0+0) (0+0)     |

## Нарахування очок
| Місце | 1  | 2  | 3  | 4  | 5  | 6  | 7  | 8  | 9  | 10 | 11 | 12 | 13 | 14 | 15 | 16 | 17 | 18 | 19 | 20 | 21 | 22 | 23 | 24 | 25 | 26 | 27 | 28 | 29 | 30 | 31 | 32 | 33 | 34 | 35 | 36 | 37 | 38 | 39 | 40 |
| ----- | -- | -- | -- | -- | -- | -- | -- | -- | -- | -- | -- | -- | -- | -- | -- | -- | -- | -- | -- | -- | -- | -- | -- | -- | -- | -- | -- | -- | -- | -- | -- | -- | -- | -- | -- | -- | -- | -- | -- | -- |
| Очки  | 60 | 54 | 48 | 43 | 40 | 38 | 36 | 34 | 32 | 31 | 30 | 29 | 28 | 27 | 26 | 25 | 24 | 23 | 22 | 21 | 20 | 19 | 18 | 17 | 16 | 15 | 14 | 13 | 12 | 11 | 10 | 9  | 8  | 7  | 6  | 5  | 4  | 3  | 2  | 1  |

## Таблиця
| #  | Команда         | ГОХ | РУП | АНТ | ПРЕ | ЧС | Разом |
| -- | --------------- | --- | --- | --- | --- | -- | ----- |
|    | Норвегія        | 54  | 60  | 48  | 60  | 60 | 282   |
| 2  | Росія           | 60  | 54  | 60  | 43  | 38 | 255   |
| 3  | Німеччина       | 40  | 40  | 54  | 48  | 54 | 236   |
| 4  | Франція         | 48  | 43  | 40  | 54  | 32 | 217   |
| 5  | Австрія         | 43  | 48  | 43  | 32  | 43 | 209   |
| 6  | США             | 34  | 38  | 38  | 40  | 34 | 184   |
| 7  | Канада          | 38  | 31  | 30  | 26  | 48 | 173   |
| 8  | Італія          | 31  | 36  | 25  | 38  | 30 | 160   |
| 9  | Україна         | 32  | 29  | 29  | 36  | 25 | 151   |
| 10 | Швейцарія       | 30  | 30  | 32  | 28  | 31 | 151   |
| 11 | Словаччина      | 26  | 26  | 36  | 29  | 29 | 146   |
| 12 | Болгарія        | 29  | 32  | 26  | 30  | 28 | 145   |
| 13 | Білорусь        | 28  | 23  | 28  | 34  | 26 | 139   |
| 14 | Чехія           | 25  | 34  | 34  | —   | 40 | 133   |
| 15 | Казахстан       | 27  | 24  | 23  | 31  | 21 | 126   |
| 16 | Швеція          | 36  | 28  | 24  | DNS | 36 | 124   |
| 17 | Румунія         | 22  | 22  | 21  | 27  | 23 | 115   |
| 18 | Естонія         | 23  | 27  | 31  | —   | 27 | 108   |
| 19 | Словенія        | 24  | 25  | 27  | —   | 24 | 100   |
| 20 | Фінляндія       | 18  | 21  | 22  | —   | 22 | 83    |
| 21 | Литва           | 16  | 20  | 20  | —   | 18 | 74    |
| 22 | Південна Корея  | 14  | 17  | 17  | 25  | —  | 73    |
| 23 | Японія          | 20  | 16  | 18  | —   | 19 | 73    |
| 24 | Латвія          | 19  | 19  | 18  | —   | 16 | 72    |
| 25 | Польща          | 21  | 18  | —   | —   | 20 | 59    |
| 26 | Велика Британія | 15  | —   | 16  | —   | —  | 31    |
| 27 | Сербія          | 17  | —   | —   | —   | —  | 17    |
| 27 | Бельгія         | —   | —   | —   | —   | 17 | 17    |